# جوي ديكرز
جوي ديكرز (بالهولندية: Joey Dekkers)‏ (3 أكتوبر 1989 في هولندا - ) هو لاعب كرة قدم هولندي في مركز الوسط. لعب مع Achilles '29 ‏.

## وصلات خارجية
- جوي ديكرز على موقع قاعدة بيانات كرة القدم.إي يو (الإنجليزية)
- جوي ديكرز على موقع Soccerway.com (الإنجليزية)
- جوي ديكرز على موقع عالم كرة القدم.نت (الإنجليزية)